# Выборгский собор доминиканского монастыря
Выборгский собор доминиканского монастыря — сохранившийся в руинах храм в городе Выборге.
Построен в XV веке, первоначально был католическим, затем лютеранским. С 2020 года руины находятся в ведении Выборгского объединённого музея-заповедника.

## Церковь Девы Марии и святых ангелов
Монастырь ордена доминиканцев был основан в Выборге после получения в 1392 году папского благословения. После пожара, уничтожившего деревянные монастырские постройки, в 1481 году началось строительство каменной готической базилики, завершившееся в 1490-х гг. Храм освятили во имя Девы Марии и святых ангелов. По цвету одежды горожане называли монахов-францисканцев «Серыми братьями», а доминиканцев — «Чёрными братьями». Соответственно, собор доминиканского монастыря неофициально назывался «храмом Чёрных братьев»; в другом конце города располагался «храм Серых братьев». У стен храма сформировалась городская площадь, названная впоследствии Монашеской.
В ходе Реформации владения монастыря были секуляризованы, монастырские сооружения разобрали на строительство Выборгской городской стены, а базилику приспособили под зерновой амбар. В конце XVI в. здание было превращено в приходской храм основанной в 1554 году Выборгской лютеранской епархии.
Во время Северной войны Выборгский кафедральный собор был разрушен (впоследствии восстановлен в качестве православного храма), и собор доминиканского монастыря стал общегородским лютеранским храмом, совместным для шведской, немецкой и финской общин. В нём горожане в 1710 году принесли присягу на верность русскому царю Петру I.

## Выборгская церковь сельского прихода
В конце XVIII в. шведская и немецкая общины объединились и начали сбор средств на строительство собственного храма. С 1799 года, по завершении строительства собора Петра и Павла, бывший собор доминиканского монастыря стал приходским храмом финской общины. Средневековые интерьеры были окончательно утрачены, когда по проекту Андерса Фредерика Гранштедта в 1828—1831 гг. готическая базилика была полностью перестроена в стиле классицизма. Со строительством в 1893 году новой лютеранской кирхи и разделением финской общины на городскую и сельскую храм стал церковью Выборгского сельского прихода.

## Современность
Храм пострадал во время Советско-финляндской войны в 1940 году.
В послевоенное время в нём размещался заводской цех. Позже было принято решение о переносе завода из помещений в центре города, но в 1989 году в освобождённом здании вспыхнул пожар, превративший бывший собор в развалины.
В 90-е гг. XX в. храм был передан общине Новоапостольской церкви, однако ремонт в нём не проводился. Также безрезультатно окончилась передача здания в пользование Петербургскому подворью Оптиной пустыни. Поэтому в 2020 году храм передан Выборгскому объединённому музею-заповеднику.
У южной стены храма расположено кладбище земского прихода, где похоронены 206 финских военнослужащих, погибших в ходе советско-финских войн.
С 2022 года в соборе начались работы по консервации. Специалисты завершили расчистку первого яруса и прилегающей территории, выполнили устройство строительных лесов вокруг фасадов здания. Работы предусматривают демонтаж деградировавшей кладки, укрепление сохранившегося штукатурного слоя, с установкой на фасад сеток для сохранения памятника, а также удалением поздних пристроек, не влияющих на конструктив здания.

## Колокольня
Первоначально над хором и алтарной частью храма находилась небольшая деревянная колокольня. С XVII в. под колокольню была приспособлена утратившая оборонное назначение Башня Ратуши, находящаяся вблизи собора.
- Собор и башня Ратуши на плане Выборга 1644 года
- Фасад собора в атласе 1803 года
- Интерьер собора до перестройки 1828 года
- Собор в 1930-х годах
- Башня Ратуши, бывшая соборная колокольня
- Захоронение финских военнослужащих, погибших в советско-финских войнах, рядом с собором